# Catedral de Víborg
La Catedral de Víborg (en ruso: Новый кафедральный собор, en finés: Viipurin tuomiokirkko) fue un edificio religioso situado en Víborg, en la actual Rusia, pero anteriormente parte del Gran Ducado de Finlandia y más tarde de la Finlandia independiente. Fue construida en 1893. En un principio se llamó la Nueva Iglesia y, después de 1908, cuando se erigió una estatua de Mikael Agricola en frente de la iglesia, la Iglesia Agrícola. Más tarde también fue llamada la Catedral Nueva, a fin de diferenciarla de la catedral medieval de Víborg.
Víborg fue duramente bombardeada durante la Guerra de Invierno. El altar de la catedral fue alcanzado por una bomba el 3 de febrero de 1940. Finlandia perdió la ciudad y la cedió a la Unión Soviética, reconociendo su soberanía en el Tratado de Paz de Moscú, pero fue reconquistada de nuevo brevemente durante la Guerra de Continuación en 1941. La catedral había sido parcialmente desmantelada por los rusos y los finlandeses no comenzaron a repararla durante la guerra. En 1944,Finlandia perdió Víborg de nuevo y fue cedida a la Unión Soviética definitivamente, la catedral fue completamente destrozada después de la guerra.